# Callereca angolensis
Callereca angolensis is een hooiwagen uit de familie Assamiidae. De wetenschappelijke naam van Callereca angolensis gaat terug op Lawrence.